# Knut V
Pour les articles homonymes, voir Knut.
Knut V (appelé Knut III par certains auteurs) (1130-1157), co-roi de Danemark de 1154 à 1157.

## Biographie

### Origine
Knud ou Knut naît vers 1130, il est le fils de Magnus le Fort Nilsson  et de son épouse Richiza, la fille de Boleslas III le Bouche-Torse de Pologne et le petit-fis du roi Niels. Après l'abdication du roi Éric III Lam en 1146, les magnats du Jutland proclament Knud roi alors que les  magnats de Seeland et de  Scanie couronnent Sven III, le neveu du prince Knud Lavard qui avait été assassiné par son père en 1131.

### Règne

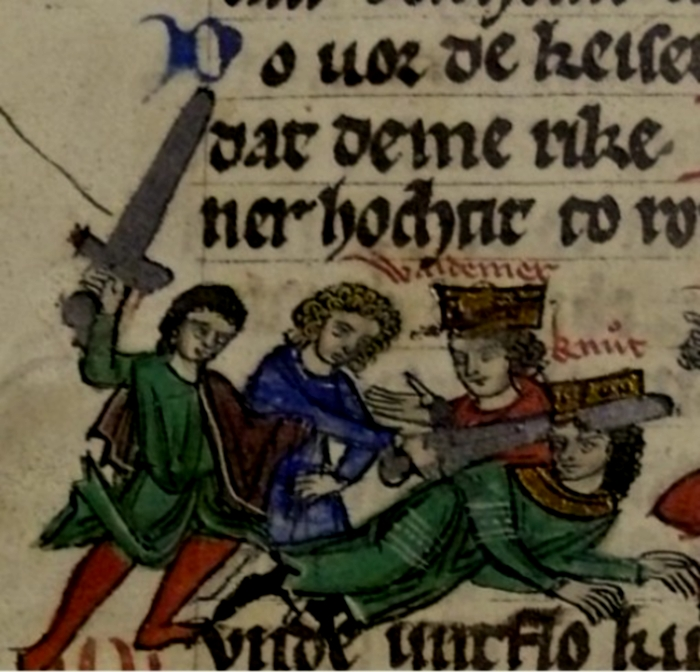
Meurtre de Knud lors du « Festin sanglant de Roskilde ».

Au cours des années suivantes, Knud tente de combattre Sven III en Seeland afin de prendre le contrôle total du royaume. En 1147, Knud et Sven III acceptent de faire cause commune lors de la croisade contre les Wendes, mais qui se termine par une reprise de leur conflit. Sven et son cousin le duc Valdemar, le fils de Knud Lavard, s'allient et défont Knud dans le Jutland en 1150 qui est obligé de se réfugier chez son beau-père le roi Sverker. Knud fait plusieurs tentatives infructueuses pour reconquérir son domaine puis se tourne vers Frédéric Barberousse le nouveau roi de Germanie qui élabore un compromis en 1152 accepté par le duc Valdemar et qui fait de Knud V un « corégent inférieur » de Sven III. Toutefois ce dernier ne réalise pas les conditions notamment territoriales de l'accord.
Knud V forme ensuite une alliance avec Valdemar et Sverker dont il a épousé la fille Hélène. Sven III s'enfuit du Danemark en 1154, Knud V conclut alors un accord avec le duc Valdemar pour qu'il règne avec lui conjointement sous le nom de Valdemar Ier. Mais Knud V  redevient un roi de rang inférieur, lorsque Sven III réapparait au Danemark, et qu'un compromis final est enfin conclu en 1157, sous la pression de la noblesse danoise lassée de ces combats fratricides. Sven III, Knud V et Valdemar Ier deviennent corégents du royaume, Knud V régnant en Seeland.
Pendant le banquet de paix et de réconciliation à Roskilde le 9 août 1157, connu ensuite sous le nom de « Festin sanglant de Roskilde », Sven III tente de se débarrasser de ses deux corégents Knud V et de Valdemar Ier. Knud V est tué par un guerrier de Sven. Valdemar réussît à s'échapper, il épouse la demi-sœur utérine de Knud, Sophie de Polock et le venge la même année en tuant Sven III lors de la bataille de Grathe (en) et prend ainsi le contrôle du royaume du Danemark enfin réunifié.

## Union et postérité
Le roi Knut épouse Helene de Suède qui ne lui donne pas de descendance mais il laisse plusieurs enfants illégitimes :
- Niels d'Aarhus (11??-1180), moine[4] ;
- Knud[5] ;
- Valdemar Knutsen (mort 18 juillet 1236), qui devient avant l'âge canonique évêque de Slesvig en 1184. Lorsque son homonyme Valdemar devient duc de ce pays, il se brouille avec lui et s'enfuit en Suède en 1192 où il tente en vain de se faire proclamer roi. En 1207, il se fait élire archevêque de Brême malgré la volonté du Pape Innocent III[6] ;
- Brigitte (ou Jutte) qui épouse Bernard III de Saxe ;
- Hildegarde qui épouse Jaromar Ier de Rügen ;
- Ingerde qui épouse Casimir II de Poméranie ;
- Une autre sœur anonyme ; qui épouse Bogislaw III de Schlawe.

## Sources
- (en) Cet article est partiellement ou en totalité issu de l’article de Wikipédia en anglais intitulé « Canute V of Denmark » (voir la liste des auteurs).
- Lucien Musset  Les peuples scandinaves au Moyen Âge Presses Universitaires de France Paris 1951.
- (da) Dansk biografisk Lexikon / IX. Bind. Jyde - Køtschau p. 263-264: Knud Magnussen.
- Simon Lebouteiller (traduit du norrois et présenté), La Saga des rois de Danemark Knýtlinga saga, Toulouse, Anacharis, 2021, 253 p. (ISBN 9791027904129), « § 107-114 », p. 208-222